# بني وقري (الشغادرة)

تعديل مصدري - تعديل

بني وقري هي إحدى قرى عزلة المسواح بمديرية الشغادرة التابعة لمحافظة حجة، بلغ تعداد سكانها 112 نسمة حسب تعداد اليمن لعام 2004.